# P-01B
docomo PRIME series P-01B（ドコモ プライム シリーズ ピー ゼロ いち ビー）は、パナソニック モバイルコミュニケーションズによって開発された、NTTドコモの第三世代携帯電話（FOMA）端末であるdocomo PRIME seriesの一つである。

## 概要
- 2009年夏モデルのP-07Aの後継機で、折りたたみ・Wオープン方式のVIERAケータイである。ヒンジ構造を変更したことにより、ヨコオープン時のキー操作の改善及びディスプレイの大画面化を実現した。またそれに加え、従来モデルにあったロックレバーが廃止された。P-01A・P-07Aに搭載された2WAYキーは採用されず、新たにタッチパッドをテンキー部分に搭載した。また、P-07Aから続投の2インチサブディスプレイでワンセグ閲覧が可能となった。
  - これまでPC動画と呼ばれていたWMV形式の動画ファイルの再生もSDムービーとして継承している。
- 2010年2月4日、カカクコムが主催する価格.comプロダクトアワード2009において携帯電話部門プロダクト大賞を受賞した。

## 機能
| 主な対応サービス                   | 主な対応サービス                                                    | 主な対応サービス                       | 主な対応サービス                                     |
| ---------------------------------- | ------------------------------------------------------------------- | -------------------------------------- | ---------------------------------------------------- |
| タッチパネル                       | FOMAハイスピード7.2Mbps(受信)／2.0Mbps(送信)                        | Bluetooth                              | DCMX／おサイフケータイ                               |
| iアプリオンライン／地図アプリ      | 直感ゲーム／メガiアプリ                                             | iウィジェット                          | マチキャラ／iコンシェル                              |
| ホームU／ポケットU                 | GPS／ケータイお探し                                                 | デコメール／デコメ絵文字／デコメアニメ | iチャネル                                            |
| 着もじ                             | テレビ電話／キャラ電                                                | ケータイデータお預かりサービス         | フルブラウザ                                         |
| おまかせロック／バイオ認証         | 外部メモリーへiモードコンテンツ移行／ユーザーデータ一括バックアップ | トルカ                                 | iC通信／iCお引越しサービス                           |
| きせかえツール／ダイレクトメニュー | バーコードリーダ／名刺リーダ                                        | 2in1                                   | エリアメール／ソフトウェアーアップデート自動更新     |
| GSM／3Gローミング（WORLD WING）    | 着うたフル／うた・ホーダイ                                          | Music&Videoチャネル／ビデオクリップ    | デジタルオーディオプレーヤー(WMA)(AAC)(SDオーディオ) |

## プリインストールiアプリ
以下のiアプリが購入時に端末にプリインストールされている。
| アプリ名                                       | 概要                                                                                             |
| ---------------------------------------------- | ------------------------------------------------------------------------------------------------ |
| 機動戦士ガンダム オンライン                    | プロローグ版                                                                                     |
| レイトン教授と悪魔の箱                         | レイトン教授シリーズのパズルゲーム                                                               |
| レッツタップ                                   | 「タップランナー」と「リズムタップ」の2つのモードを収録                                          |
| ドラゴンクエストIII                            | 体験版                                                                                           |
| 桃太郎電鉄WORLD遠距離対戦版2年決戦             |                                                                                                  |
| ぷよぷよ〜ん&コラムス iアプリタッチ対戦        |                                                                                                  |
| 対戦パズルボブル-Light Edition-                |                                                                                                  |
| 旺文社漢検アプリfor P                          |                                                                                                  |
| タッチDE 対戦ボウリング                        |                                                                                                  |
| ドラゴンクエストもっと不思議のダンジョンMOBILE | 『ドラゴンクエスト』の人気キャラクターが登場する「不思議のダンジョン」                           |
| リッジレーサーズVS trial version               |                                                                                                  |
| ケータイTOOL＜辞書＞                           | 「英会話とっさのひとこと辞典」「学研 辞スパ英和・和英辞書」、「学研 国語辞書」を搭載した総合辞書 |
| いっしょにデコ                                 | 2人で通信しながら、写真などの画像をデコレーションできるiアプリタッチ対応アプリです。             |
| iアバターメーカー                              | iアバターを作成するアプリ                                                                        |
| モバイルGoogleマップ                           | Googleマップのアプリ。GPSを使った道案内、経路検索、衛星写真、ストリートビューなどを利用できる    |
| 地図アプリ                                     | GPS機能を利用して、目的地を検索したり、乗り換え案内を駆使した、交通手段によるルートを表示が可能  |
| Gガイド番組表リモコン                          | テレビ番組表とAVリモコン機能が1つになったアプリ                                                  |
| iD設定アプリ                                   | おサイフケータイクレジット決済サービスiDの設定アプリ                                             |
| DCMXクレジットアプリ                           | NTTドコモが提供するおさいふケータイクレジットDCMXの設定アプリ                                    |
| FOMA通信環境確認アプリ                         | FOMAハイスピードエリアを利用できるかを確認することができるiアプリ                                |
| モバイルSuica登録用iアプリ                     | モバイルSuica契約用のiアプリ                                                                     |
| iアプリバンキング                              | モバイルバンキングを簡単に利用するためのアプリ                                                   |
| マクドナルド トクするアプリ                    | 日本マクドナルドのかざすクーポンなどを利用するためのアプリ                                       |
| 楽オクアプリ                                   | 楽天オークション用のアプリ                                                                       |
| Start! iウィジェット                           | iウィジェットの使い方をムービーで見ることができるiアプリ                                         |
| ROID ウィジェット                              | モバイルサイト「ROID」の更新情報などを通知してくれるウィジェット                                 |
| お天気予報ウィジェット                         | 天気情報をiウィジェット画面に表示するアプリ                                                      |
| iWウォッチ                                     | iウィジェット画面でグラフィカルに時計や電池残量を確認することができるアプリ                      |
| 株価アプリ                                     | 指定銘柄の株価情報を表示するアプリ                                                               |
| Google モバイル                                | Google検索機能が利用できるアプリ                                                                 |
| ドコモ料金案内                                 |                                                                                                  |
| モバイルAMCアプリ                              |                                                                                                  |
| ヨドバシゴールドポイントカード                 |                                                                                                  |
| ビックポイント機能付きケータイ                 |                                                                                                  |

## 不具合
2009年12月4日に以下の不具合の修正がソフトウェアの更新でなされた。
- ｉモード（サイト閲覧やメール送受信など）がつながりにくい場合がある

2010年1月28日に以下の不具合の修正がソフトウェアの更新でなされた。
- 特定設定での動画撮影時にリセットする場合がある
- iモード接続時の特定操作でフリーズする場合がある

2010年4月13日に以下の不具合の修正がソフトウェアの更新でなされた。
- 海外（GSMエリア）でエリア内でも圏外状態のままとなる場合がある。

2011年7月15日に以下の不具合の修正がソフトウェアの更新でなされた。
- 一部サイトにおいて、ファイルアップロードが正常に行われない場合がある。

## CMキャラクター
- 水嶋ヒロ